# 소라 (텍스트-비디오 모델)
소라(Sora)는 미국 인공지능(AI) 연구기관 오픈AI(OpenAI)가 개발한 텍스트-비디오 모델이다. 설명 프롬프트를 기반으로 동영상을 생성할 수 있을 뿐만 아니라 기존 동영상을 시간에 따라 앞이나 뒤로 확장할 수도 있다. 소라는 2024년 12월 ChatGPT Plus 및 ChatGPT Pro 사용자를 대상으로 공개적으로 출시되었다.

## 역사
메타의 Make-A-Video, 런웨이의 Gen-2 및 구글의 Lumiere를 포함하여 소라 이전에 여러 다른 텍스트-비디오 생성 모델이 생성되었으며, 이 중 마지막 모델(2024년 2월 기준)도 아직 연구 단계에 있다. 소라를 개발한 오픈AI는 2023년 9월 DALL-E 텍스트-이미지 변환 모델 중 세 번째인 DALL·E 3를 출시했다.
소라를 개발한 팀은 "무한한 창의적 잠재력"을 의미하기 위해 하늘을 뜻하는 일본어 단어의 이름을 따서 명명했다. 2024년 2월 15일, 오픈AI는 산길을 운전하는 SUV, 촛불 옆에 있는 '짧고 푹신한 괴물' 애니메이션, 걸어가는 두 사람 등 자신이 만든 고화질 영상의 여러 클립을 공개하여 소라를 처음으로 선보였다. 눈 내리는 도쿄, 캘리포니아 골드 러시를 다룬 가짜 역사 영상을 제작했으며, 최대 1분 길이의 영상을 생성할 수 있다고 밝혔다. 그런 다음 회사는 모델 학습에 사용된 방법을 강조하는 기술 보고서를 공유했다. 오픈AI CEO인 샘 올트먼은 또한 소라가 생성한 프롬프트 비디오로 트위터 사용자의 프롬프트에 응답하는 일련의 트윗을 게시했다.
오픈AI는 소라를 대중에게 공개할 계획이지만 곧 그렇게 될 것이라고 밝혔다. 언제인지는 확정되지 않았다. 회사는 모델에 대한 적대적 테스트를 수행하기 위해 잘못된 정보와 편견 전문가를 포함한 소규모 "레드 팀"에 제한된 액세스를 제공했다. 또한 회사는 소라를 비디오 제작자 및 아티스트를 포함한 소수의 크리에이티브 전문가 그룹과 공유하여 크리에이티브 분야에서의 유용성에 대한 피드백을 구했다.